# Смирнов-Русецкий, Борис Алексеевич
Борис Алексеевич Смирнов-Русецкий  (21 января 1905 г.,Санкт-Петербург — 7 августа 1993 г., Санкт-Петербург) — русский художник, учёный, писатель, общественный деятель. Член группы художников-космистов «Амаравелла». Кандидат технических наук.

## Биография

### Детство и юность
Борис Алексеевич Смирнов родился в семье штабс-капитана Алексея Алексеевича Смирнова, потомственного дворянина. Мать Бориса — Екатерина Антоновна (урожденная Русецкая), получила воспитание в Екатерининском институте. В семье помимо русского говорили на немецком, французском и английских языках, следили за новостями в области литературы и искусства, в доме постоянно звучала музыка (мать Бориса и младший брат отца — Владимир Алексеевич — виртуозно играли на фортепиано). В кругу семейных связей Б. А. Смирнова-Русецкого были Билибины, Третьяковы, Бакст-Гриценко, Поджио, Боткины, Ивановы, Блоки, Жемчужниковы, Новгородцевы – известные представители литературно-художественной интеллигенции Петербурга и Москвы конца XIX – начала XX века.
В течение первых трех школьных лет Борис занимался с домашними учителями, с 10-лет учился в Тенишевском реальном училище. В 1917 году семья по службе отца переезжает в Москву, в 1919 — в пригород Москвы Кусково, где Борис начал посещать рисовальную школу при Стрелковом училище. В это время у Бориса Смирнова-Русецкого проявился интерес к литературе. Он знакомится с поэзией А. А. Блока, К. Д. Бальмонта, Андрея Белого, книгами П. Д. Успенского «Символы Таро» и «Четвертое измерение», с работами Ф. Ницше, О. Шпенглера. На его художественное творчество оказало влияние знакомство в этот период с книгой В. В. Кандинского «О духовном в искусстве», а также биографией С. Р. Эрнста, посвященной творчеству Н. К. Рериха.
Особое влияние на его занятия живописью оказал дядя, известный искусствовед А. П. Иванов.

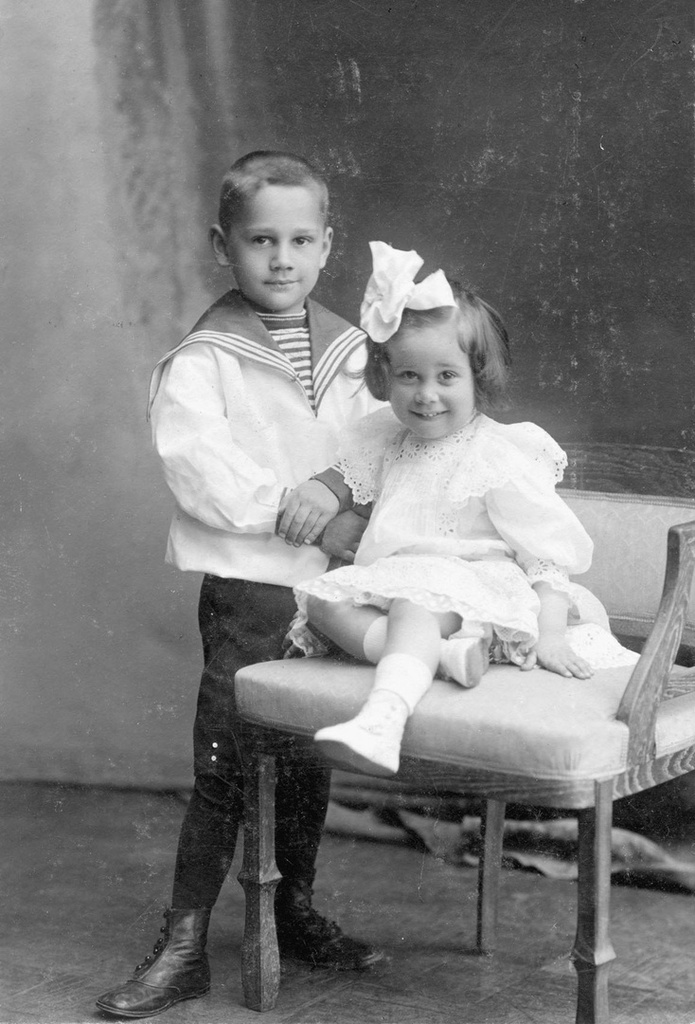
Борис Смирнов-Русецкий и его сестра Таня. 1910 г.

В 1921 году окончил среднюю школу и поступил на службу в Российское телеграфное агентство. В 1922 году стал учиться на вечернем отделении в Московском инженерно-экономическом институте.

### Начало творческой деятельности
22 октября 1922 года произошла встреча с художником Петром Петровичем Фатеевым, что привело впоследствии к образованию объединения «Амаравелла». В 1923 году его работы представлены на «Выставке пяти» в Музее изящных искусств (ныне ГМИИ им. А. С. Пушкина). В это время посещает студию видного художника-реалиста, профессора Ф. И. Рерберга.

### Встреча с Н. К. Рерихом
Летом 1926 года встречается с прибывшим в Москву из-за границы художником Н. К. Рерихом, оказавшим сильнейшее влияние на дальнейшую творческую деятельность.

### Искусство космизма и группа «Амаравелла»
Осенью 1926 года поступил во ВХУТЕМАС, где учился на отделении графики у И. Нивинского, В. Фаворского и Н. Купреянова (в 1930 году, не представив дипломную работу, получил справку о прохождении курса). В 1927, 1928-м годах работы художников «Амаравеллы», в том числе, Смирнова, взявшего художественный псевдоним — Смирнов-Русецкий, попадают на выставки в Нью-Йорке и Чикаго.
В 1930 году поступил в аспирантуру инженерно-экономического института по теме металловедения, но затем по результатам «чистки» направлен на производство. С февраля 1931 года стал работать преподавателем металловедения автогенно-сварочного техникума, в 1933 году ставшего факультетом Московского высшего технического училища.

### Арест
24 июня 1941 года был арестован, получил за «антисоветскую пропаганду», «связь с русским эмигрантом Рерихом Н. К.» десять лет исправительно-трудовых лагерей. Отбыв срок был сослан (10 ноября 1951 года) в Акмолинскую область. Освободился в августе 1954 года, 29 сентября 1956 года получил справку о реабилитации «за отсутствием состава преступления» и вернулся в Москву (в мае 1957 года получил прописку).

### Творчество и общественная деятельность в 1960-1990-е гг.
После реабилитации и переезда в Москву Борис Алексеевич Смирнов-Русецкий вернулся к художественной и научной деятельности. С октября 1956 года он начал преподавать в заочном Институте сельскохозяйственного машиностроения в Балашихе, а затем устроился в лабораторию сварки Института металлургии АН СССР им. А. А. Байкова. В 1962 году защитил кандидатскую диссертацию на тему «Особенности превращения аустенита в сталях повышенной прочности при сварке плавлением». В 1963 году за вклад в изучение механизма процессов сварки и термохимической обработки металлов Б. А. Смирнов-Русецкий был избран старшим научным сотрудником Института металлургии. В 1965 году он перешел во ВНИИмонтажспецстрой заведующим лабораторией сварки специальных сплавов и цветных металлов. Но большая административная нагрузка заставила вскоре отказаться от этой должности, и до своего ухода на пенсию в 1973 году Б. А. Смирнов-Русецкий работал в должности старшего научного сотрудника.
Все свое свободное время Б. А. Смирнов-Русецкий посвящал искусству. Период с 1960-х по 1990-е годы оказался самым плодотворным в творческой жизни художника. С начала 1960-х годов он работал над этюдами из своих прежних путешествий по городам Русского Севера. По рисункам, оставшимся со времени ГУЛАГа и ссылки, он начал разрабатывать циклы «Забайкалье», «Облака» и «Снегурочка».
В 1967, 1969 годах прошли персональные выставки картин в Москве, в последующие годы — в музеях Пскова, Костромы, Киева, Новосибирска, Загорска, Звенигорода, Ленинграда. За границей — в Монголии, Финляндии, Германии. Работы Б. А. Смирнова-Русецкого находятся в собраниях российских музеев, в частных коллекциях и за рубежом.
В 1980-е гг. у Бориса Смирнова-Русецкого сформировалась группа учеников, среди которых были художники Евгений Орлов, Сергей Елизаров, Владимир Карлов, Александр Шеко, Геннадий Галутва, Алексей Быстров, Вячеслав Егоров, Полина Чижевская, Наталья Зайцева-Борисова и др.
С 1957 года встречался с Ю. Н. Рерихом, с 1960 года — с С. Н. Рерихом. Входил в состав Комиссии по культурно-художественному наследию Н. К. Рериха при Государственном музее Востока (с октября 1984 года), с 1986 года был председателем Московского рериховского общества.